# Clobetasol
El clobetasol es un glucocorticoide sintético que se comercializa en Dinamarca.

## Efectos secundarios
La terapia prolongada con grandes dosis de clobetasol puede provocar cambios atróficos en la piel (adelgazamiento, cambio de pigmentación, hipertricosis).